# Giulio Cesare Paribeni
Giulio Cesare Paribeni (* 27. Mai 1881 in Rom; † 13. Juni 1964 in Mailand) war ein italienischer Dirigent, Komponist und Musikkritiker.

## Leben und Werk
Giulio Cesare Paribeni studierte an der Universität Rom und besuchte das Liceo de S. Cecilia in Rom.
Er begann seine Laufbahn als Dirigent. Von 1911 bis 1915 fungierte er als künstlerischer Leiter des Verlages Società Editrice Sonzogno. 
Als Reserveoffizier der Infanterie nahm er am Ersten Weltkrieg teil. Bei einem italienischen Angriff im April 1916 am Col di Lana an der Dolomitenfront wurde er an beiden Beinen verletzt und mit der silbernen Tapferkeitsmedaille ausgezeichnet.
Von 1914 bis 1951 wirkte er als Lehrer für Harmonie und Kontrapunkt am Verdi-Konservatorium in Mailand. Von 1925 bis 1951 war er hier stellvertretender Direktor des Konservatoriums. Von 1922 bis 1944 wirkte er als Musikkritiker bei der Mailänder Zeitschrift L’Ambrosiano.
Als Komponist schrieb er die einaktige Oper Colei che ritorna auf einen eigenen Text (Mailand, 1953), die Szene L’ultimo Adamo für Bläser, Chor und Orchester (Mailand 1953), eine Orchesterpassacaglia I Ciechi di Brügel (1956), zwei Streichquartette (1925), das Klavierquintett I tre Canti dell’Angelo (1938).
Er schrieb Teoria e storia dell’antica musica greca (Mailand, 1912) und Muzio Clementi (Mailand, 1921).